# Городок (Глусский район)
Городок (бел. Гарадок) — деревня в составе Заволочицкого сельсовета Глусского района Могилёвской области Республики Беларусь.
Расположена на реке Птичь в 17 километрах от Глуска, 36 километрах от Бобруйска и 200 километрах от Могилёва.

## История

### В составе Великого княжества Литовского
Первое упоминание о деревне Городок встречается со второй половины XV века о как уже существующем поселении под названием Глуск. Вероятно, что оно возникло ещё в XII—XIII веках. Принадлежала деревня во времена Великого княжества Литовского родам Гольшанским, Гаштольдам, Острожским и Радзивиллам.
В первой половине XVI века Юрий Гольшанский-Дубровицкий в своей части Глусской волости заложил замок и основал новое местечко, которое впоследствии получило название Глуск Дубровицкий (современный Глуск). Будущий Городок после этого стал называться Старый Глуск и остался в совместном владении Гаштольдов, Острожских и Александра Гольшанского. Долю князя Константина Острожского унаследовал его сын Илья. После смерти сына Альбрехта Гаштольда, умершего в 1542 году и не оставившего наследников, и смерти в 1555 году сына князя Александра, виленского епископа Павла Гольшанского, их доли владений в Глуске и волости получил великий князь Сигизмунд II Август. Доля Ильи Острожского после смерти перешла его вдове Беате Косцелецкой.
Около 1557 года Глуск упоминается уже в качестве государственной волости. Но вскоре он был снова передан в частное владение — Иерониму Ходкевичу, чей сын Ян, вероятно, продал затем свою часть Глуска князю Юрию Юрьевичу из рода Олельковичей-Слуцких и его жене Катерине Тенчинской. Впоследствии Глуск перешёл по наследству их сыновьям.
В 1564 году Беата Косцелецкая снова вышла замуж — за Альбрехта Лаского, который в 1569 году из-за материальных затруднений заложил её часть Глусского замка Владимиру Заболоцкому. Вскоре между ними произошёл конфликт, и в 1570 году Заболоцкий сжёг замок. По этой причине Старый Глуск с конца XVI века и до начала XIX века в документах стал именоваться Глуск Погорелый или Городок Глуск-Погорелый. Впоследствии от этого названия осталось только слово «Городок».
В конце XVI века Христофор Радзивилл (Перун) выкупил замок и местечко Городок Глуск-Погорелый, в состав которых входили 96 домов, 2 церкви, 2 фольварка, и 16 деревень. Впоследствии в результате браков вся эта местность вошла в состав Слуцкой латифундии Радзивиллов.

### В составе Российской империи
В результате Второго раздела Речи Посполитой с 1783 года деревня вошла в состав Российской империи, административно относясь к Бобруйскому уезду Минской губернии.
В 1814 году была построена деревянная церковь Святых Космы и Дамиана. К 1846 году одновременно существовали одноимённые местечко в 30 дворов и деревня на 24 двора. В 1847 году это было частью имения Дворец Бобруйского уезда. В 1859 году местечко насчитывало 34 двора. В 1866 году была построена вторая деревянная церковь.
По результатам переписи 1897 года, в местечке Городок было 48 дворов, водяная мельница, постоялый двор, 3 магазина, а в деревне — 52 двора, 2 магазина, церковь и имение с 1 двором. Большинство жителей составляли евреи. В 1917 году разделение на местечко (66 дворов), деревню (99 дворов) и имение (1 двор) продолжало существовать; они входили в состав Городковской волости.
Во время Первой мировой войны в феврале 1918 года Городок был занят немецкими войсками.

### В новейшее время
25 марта 1918 года Городок в соответствии с Третьей уставной грамотой БНР был объявлен частью Белорусской Народной Республики. С 1 января 1919 года по постановлению I съезда КП(б) Белоруссии вошёл в состав Белорусской ССР.
Во время Советско-польской войны с августа 1919 года до июля 1920 года Городок был оккупирован польскими войсками.
20 августа 1924 года местечко стало центром бывшего Городокского сельсовета Глусского района. К 1926 году в местечке Городок было 66 дворов, в деревне — 75. Вскоре они были объединены.
Во время Великой Отечественной войны в 1941—1944 годах нацисты убили в деревне 89 мирных жителей — в большинстве евреев.
С 1960 года Городок входит в состав Заволочицкого сельсовета.
Городок был известным центром гончарного ремесла, в 1930-1980-е годы в местечке действовала гончарная артель.

## Население
- 1847 год — 148 жителей в деревне, 24 двора;
- 1861 год — 314 жителей;
- 1897 год — 337 жителей в деревне, 52 двора; 337 жителей в деревне и 4 человека в имении;
- 1917 год — 466 жителей в деревне, 99 дворов; 473 в местечке и 6 человек в имении;
- 1926 год — 459 жителей в деревне; 456 в местечке[11];
- 1993 год — 122 жителя, 77 дворов[12];
- 1996 год — 107 жителей, 71 двор[4];
- 1999 год — 106 жителей;
- 2009 год — 83 жителя;

## Инфрастуктура
В Городке функционируют фельдшерско-акушерский пункт, библиотека и почта.

## Достопримечательности
- Церковь Святых Космы и Дамиана (1814);
- Братская могила советских воинов[13];
- Памятник убитым нацистами мирным жителям деревни;

## Известные уроженцы
- Василий Мартынович Зубец — советский хозяйственный, государственный и политический деятель, профессор, Заслуженный деятель науки Белорусской ССР.